# Премия имени Белы Балажа
Премия имени Белы Балажа (венг. Balázs Béla-díj) — присуждаемая в Венгрии с 1959 года высшая государственная профессиональная награда за выдающейся творческой деятельности в области киноискусства. Носит имя венгерского теоретика кино Белы Балажа.

## История
Премия учреждена в 1958 году Советом министров Венгерской Народной Республики в качестве награды «за успехи в развитии социалистического кино».
Ежегодно вручалась министром культуры 4 апреля, отмечаемый как День освобождение Венгрии от фашизма.
До 1976 года премия была трёх степеней с денежным вознаграждением соответственно: I степень — 10 000 форинтов, II степень — по 7000 форинтов, III степень — 5000 форинтов.
С 2012 года денежная премия установлена в 30 кратном размере базовой заработной платы, премия вручается 15 марта в День венгерской революции.
К премии полагалась бронзовая медаль с профилем Белы Балажа на аверсе, и на реверсе надписью «Премия Белы Балажа», окруженной лавровым венком. До 1976 года под надписью также указывалась степень римской цифрой. Медаль была заменена в 1992 году памятной табличкой.

## Лауреаты
- См. Категория:Лауреаты премии имени Белы Балажа

В 1959—2011 годах ежегодное число лауреатов могло быть до 10 в год. С 2012 года число лауреатов стало 4 человека в год.
Лауреатами в основном становились режиссёры и операторы, реже другие деятели кинематографии: сценаристы, художники-постановщики, монтажёры, звукооператоры, телеведущие, кинокритики.
Актёры и актрисы отмечались премией крайне редко, например, из 65 лауреатов в 1959—1969 годах лишь актрисы Мари Тёрёчик (1959) и Маргит Бара (1967) и актёр Адам Сиртеш (1960).
Известны случаи неоднократного награждения, так, например, дважды лауреатами премии становились кинооператоры Ференц Сечени (1960, 1965) и Янош Жомбояи (1967, 1972), режиссёр Андраш Елеш (1989, 1992)

### 1959
I степень:
- Карой Макк — режиссер, за его разностороннюю художественную работу, особенно за режиссуру фильма «39-я бригада».
- Иштван Пастор — оператор, за выдающуюся художественную работу.

II степень:
- Мари Тёрёчик — актриса, за исполнение ролей в фильмах «Карусель», «Железный цветок» и «Анна Эйдеш».

III степень:
- Йожеф Киш — режиссёр, за отличную синхронизацию фильмов «Бессмертный гарнизон», «Летят журавли» и «Идиот».

### 1960-е годы
1960
I степень:
- Адам Сиртеш — актёр, за выдающуюся кинематографию.

II степень:
- Иштван Хильдебранд — оператор, за кинематографию фильмов «Рождённый сражаться» (к/м) и «Катастрофа».
- Ференц Сеченьи — оператор, оператору фильмов «Господин учитель Ганнибал», «Железный цветок» и «Анна Эйдеш».

III степень:
- Иштван Нолл — оператор и кинорепортёр, «за проделанную работу».

1961
I степень:
- Янош Хершко — режиссёр, за режиссуру фильмов «Железный цветок» и «Два этажа счастья» и за его успешную работу в интересах венгерского кинематографа.
- Дьюла Мачкашши — мультипликатор, за достижения в создании венгерского мультипликационного производства.
- Михай Семеш — режиссёр, за режиссуру фильмов «Сорванец» и «Альба Регия».

II степень:
- Лайош Ванча — оператор, за его работу в качестве оператора в венгерских фильмах о естественной истории.

III степень:
- не вручалась

1962
I степень
- Андраш Ковач, режиссёр

II степень:
- не вручалась

III степень:
- Фери Томаш, режиссёр
- Тамаш Шомло, оператор

1963
I степень:
- Дьёрдь Ревес, режиссёр

II степень:
- Илона Колонич, режиссёр короткометражного фильма
- Анна Херско, оператор короткометражного фильма
- Имре Михайфи, телережиссёр
- Миклош Персел, телеоператор

III степень:
- Тибор Чермак, режиссер мультфильмов
- Дьёрдь Сабарка, телеоператор
- Габор Такач, режиссер короткометражного фильма

1964
I степень:
- Янош Хершко, режиссёр

II степень:
- Йожеф Чёке, режиссёр
- Арпад Сабо, оператор

III степень:
- Петер Бокор, режиссёр
- Золтан Кереньи, монтажёр

1965
I степень:

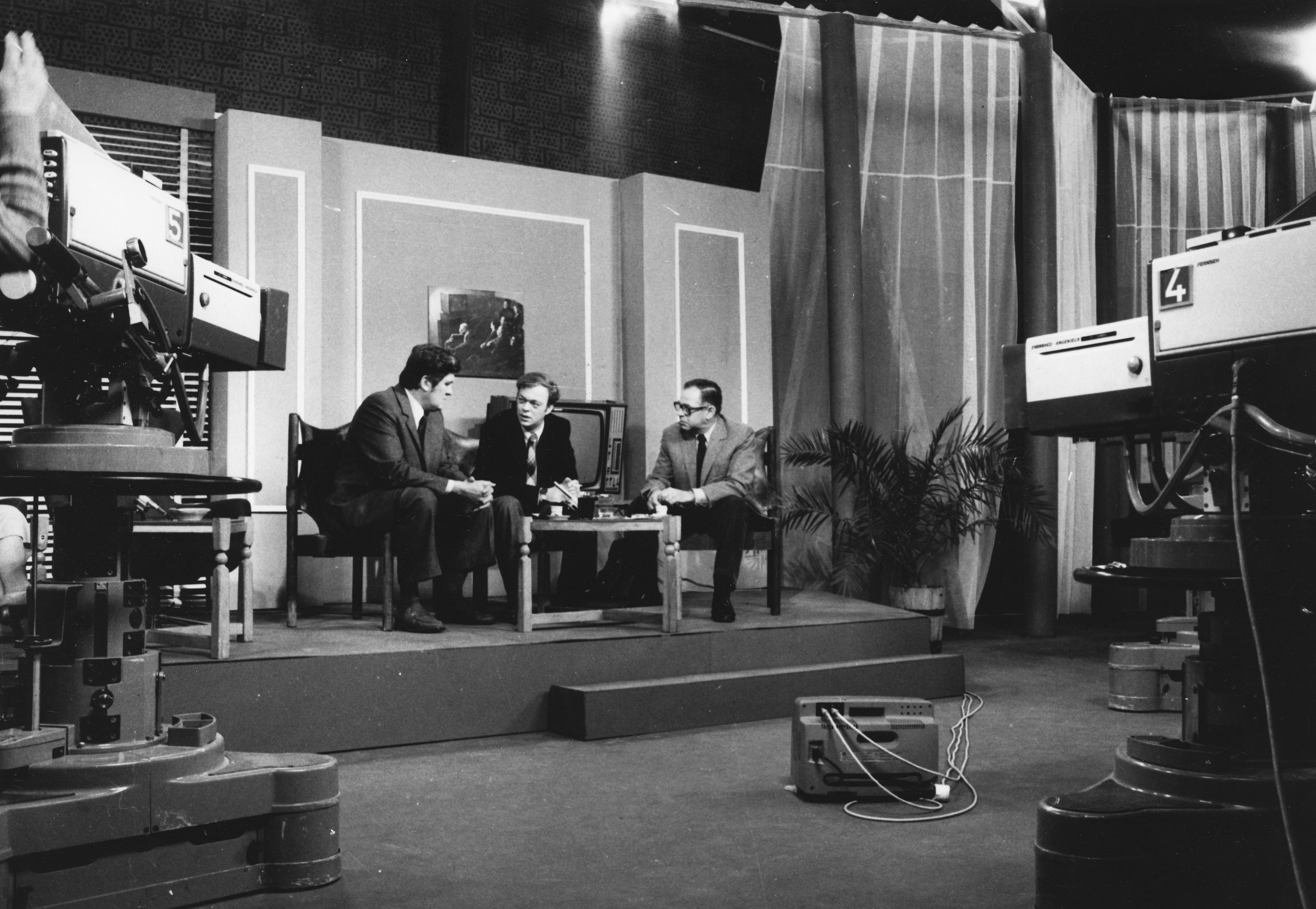
лауреаты премии телеведущий Дьёрдь Бало (по центру) и режиссёр Петер Бокор (справа) в студии Венгерского телевидения

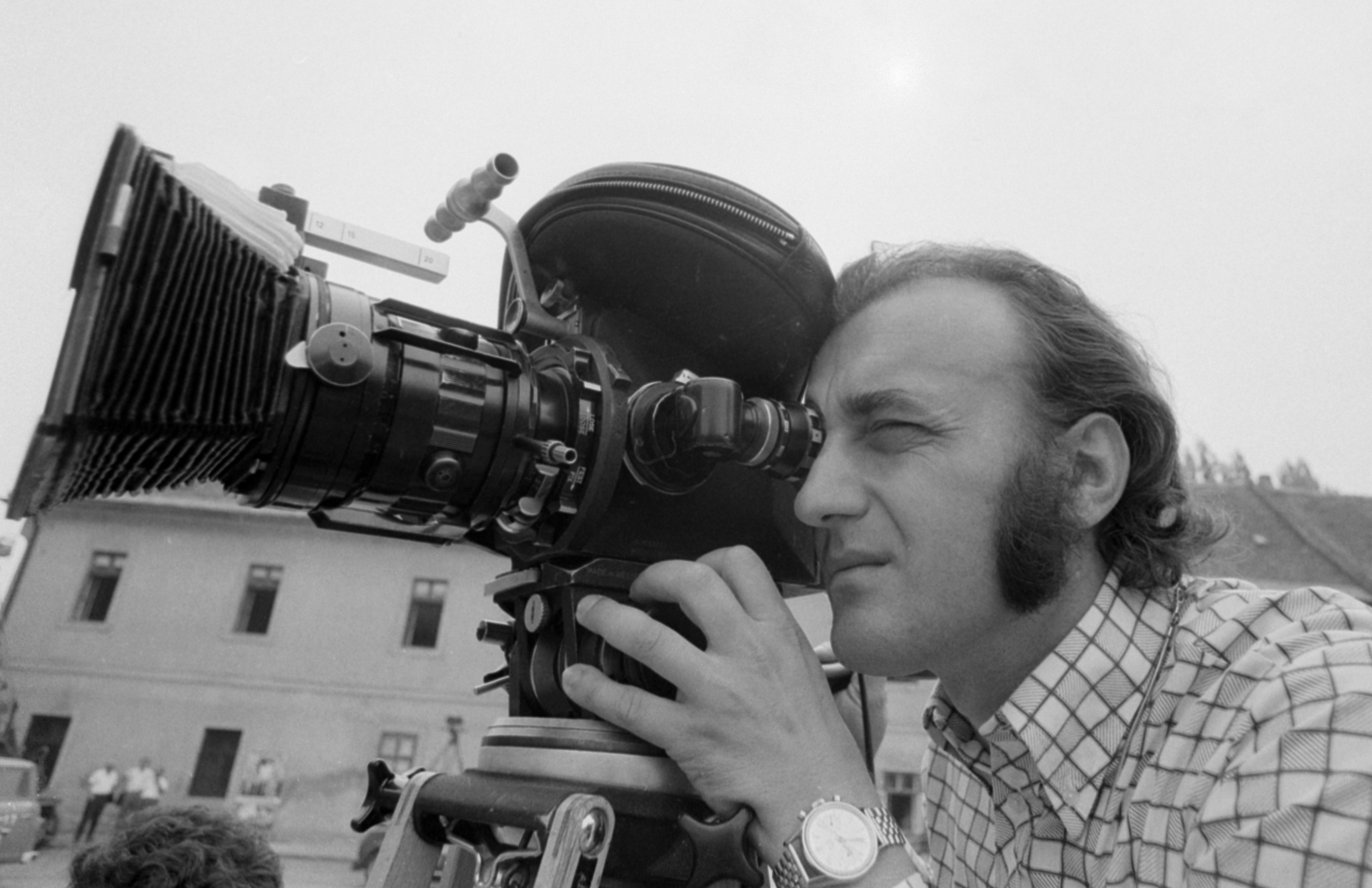
1964 год, будущий лауреат (1977) оператор Лорант Лукач

- Андраш Ковач, режиссёр, за режиссерскую работу над фильмом «Трудные люди»
- Ференц Сеченьи, оператор, за его работу в кинематографе

II степень:
- Имре Шуллер, режиссёр и оператор короткометражных фильмов, за художественное представление природных красот и ценностей нашей страны

III степень:
- Янош Реато, звукорежиссёр, за его работу в качестве звукорежиссера с художественными достижениями
- Игорь Шик, оператор, за его работу в качестве оператора-постановщика
- Шандор Сёньи, режиссёр телевидения
- Дьёрдь Варнаи, художник-мультипликатор, за его достижения в области мультипликационного искусства

1966
I степень
- Миклош Янчо, режиссёр
- Тамаш Реньи, режиссёр

II степень:
- Отто Форгач, оператор
- Марта Кенде, режиссёр

III степень:
- Ласло Банк, режиссёр
- Карой Видерман, режиссёр

1967
I степень:
- Иштван Сабо, режиссёр

II степень:
- Маргит Бара, актриса
- Йожеф Непп, режиссёр мультфильмов
- Тибор Преда, режиссёр

III степень:

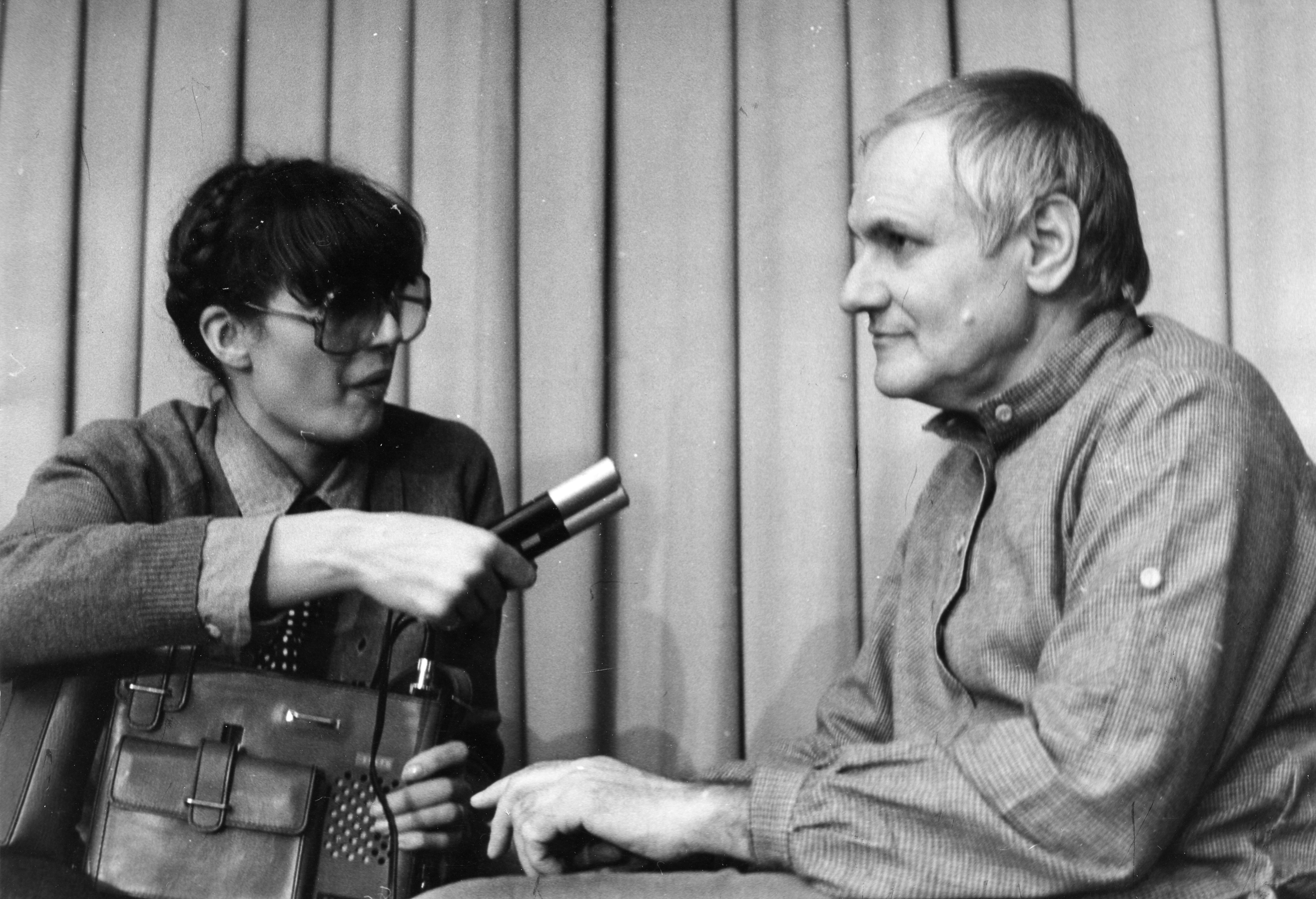
режиссёр Миклош Янчо (справа)

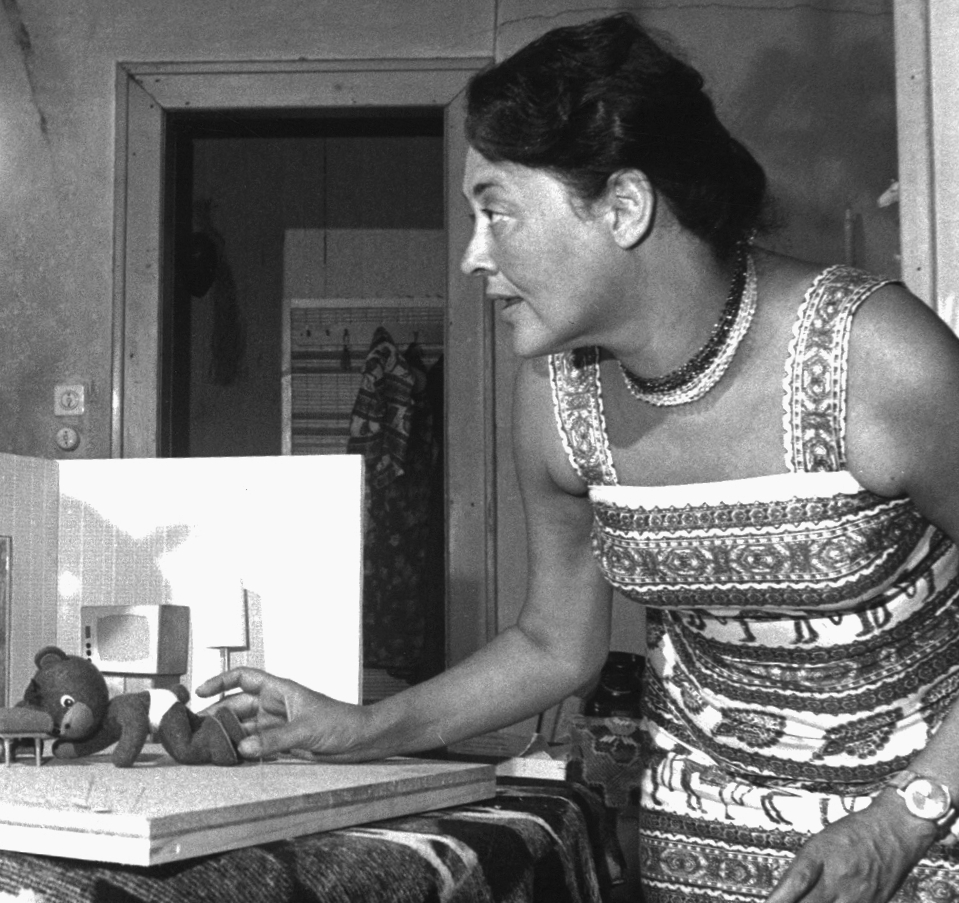
режиссёр Марта Кенде за работой над кукольным мультфильмом

- Лорант Кезди, художник-постановщик
- Янош Жомбояи, оператор

1968
I степень:
- Шара Шандор, режиссёр
- Тамаш Шомло, оператор

II степень:
- Петер Бачо, режиссёр
- Ласло Бокор, режиссёр
- Ференц Коша, режиссёр

III степень:

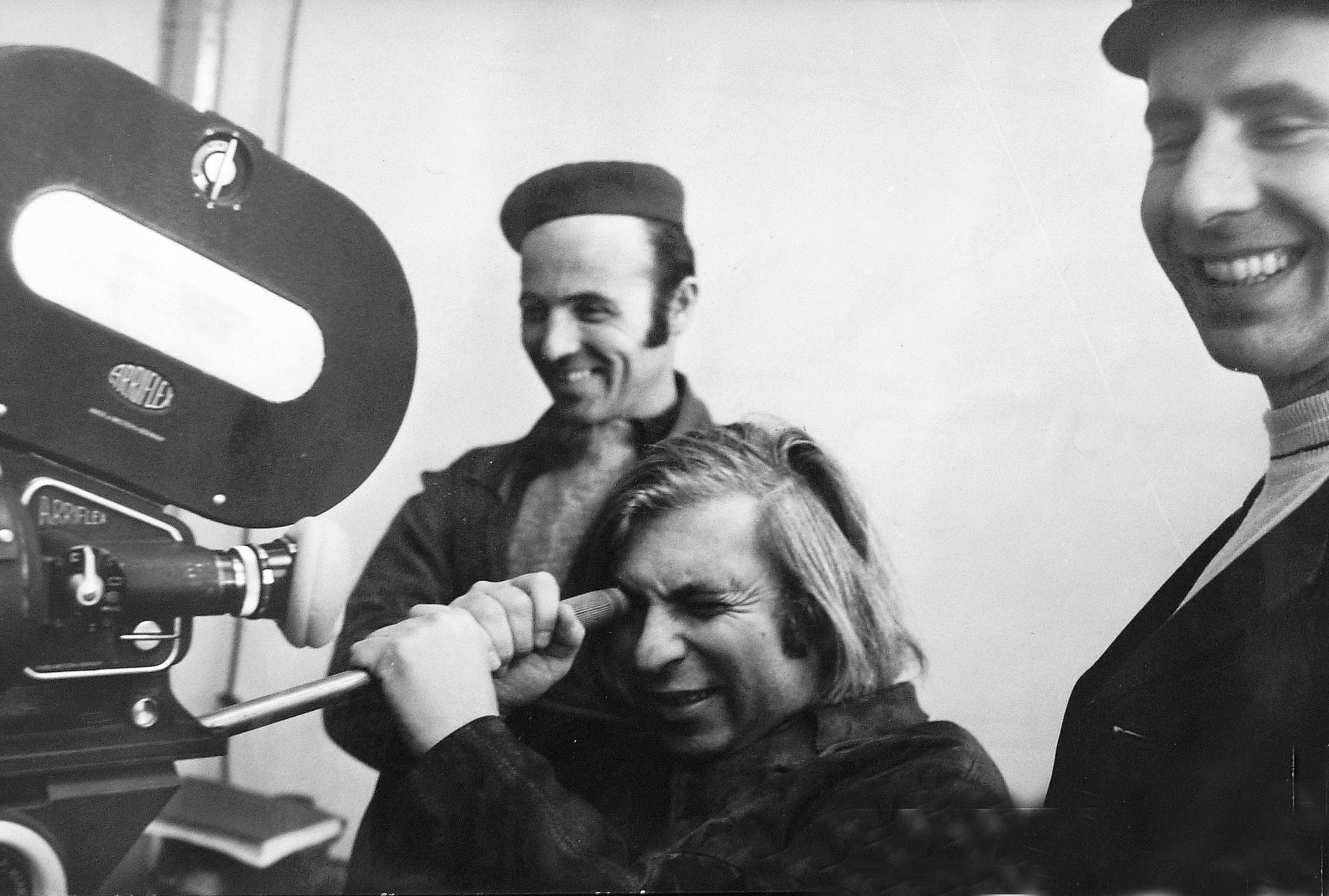
лауреаты премии режиссёр Петер Бачо и оператор Янош Жомбояи

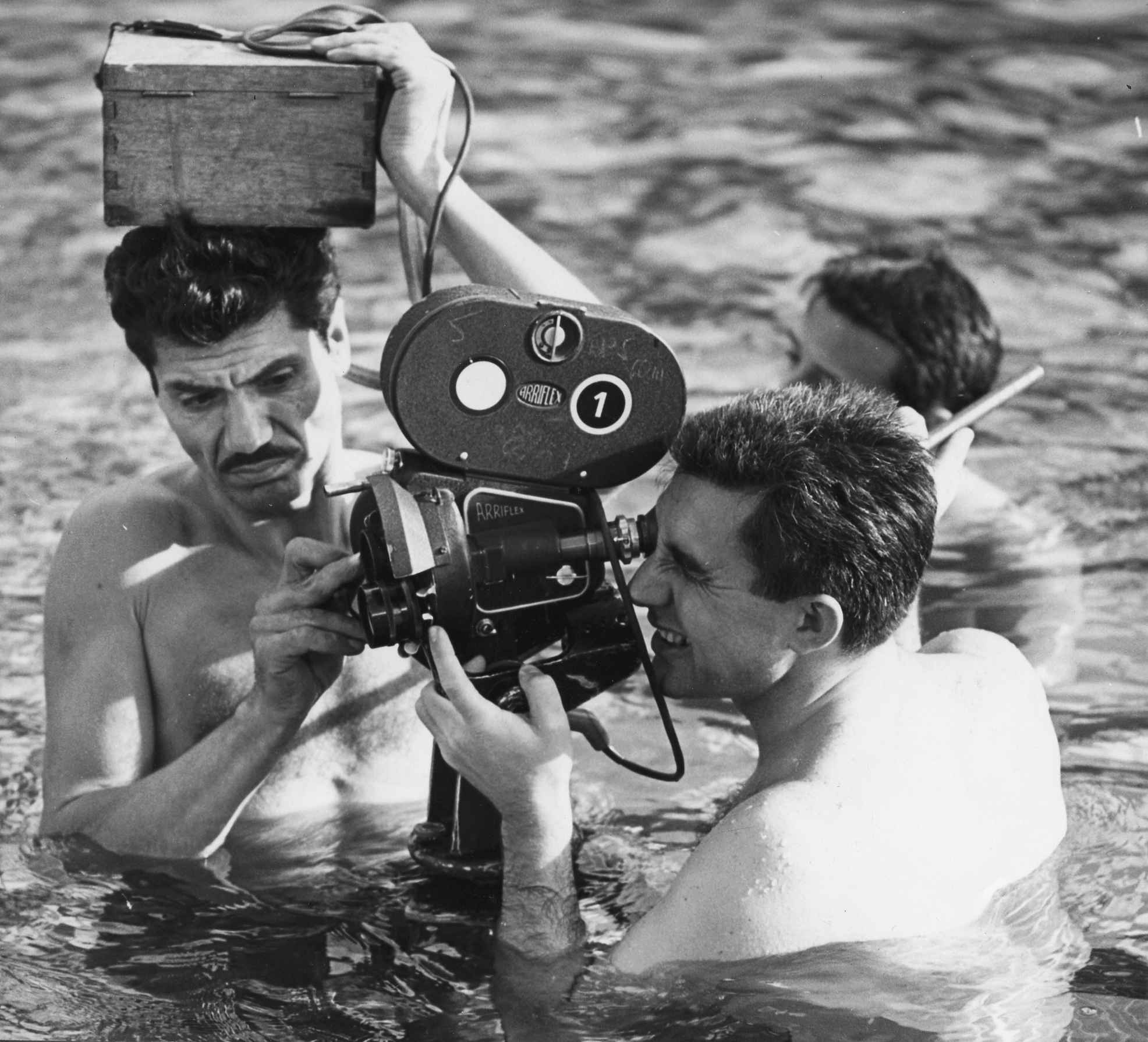
1968 год, будущие лауреаты премии режиссёр Карой Варсеги и оператор Шандор Кочиш за работой

- Аттила Даргай, режиссёр-мультипликатор

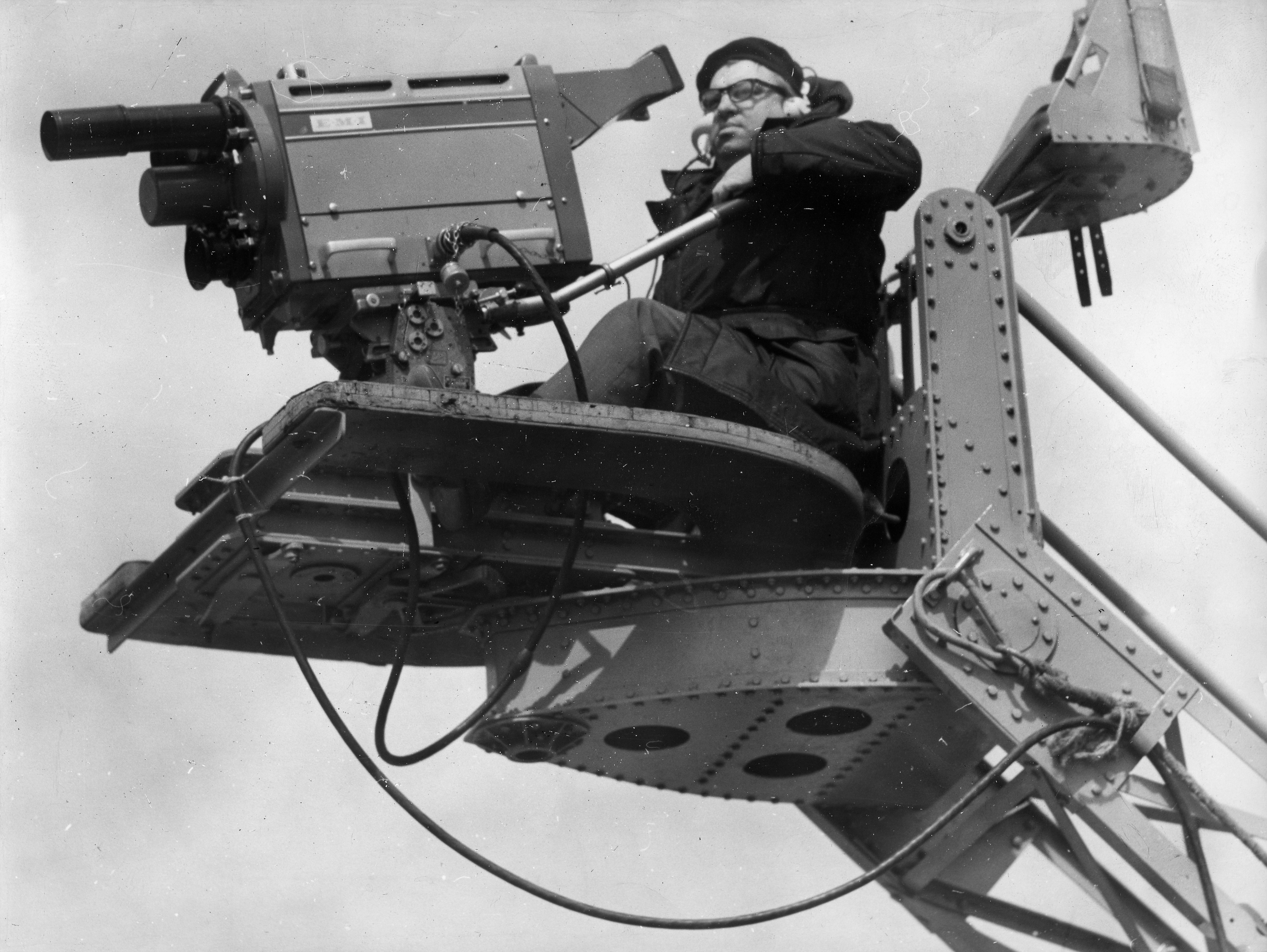
телеоператор Местьян Тибор

- Иштван Дьёрдь, режиссёр
- Илона Катки, телережиссёр
- Роберт Шобер, оператор

1969
I степень:
- Иштван Гааль, режиссёр

II степень:
- Марианна Семеш, режиссёр
- Пал Злотан, режиссёр
- Ката Кальман, фотограф
- Золтан Тилди, фотограф

III степень:
- Каролл Лука, сценарист
- Янош Лестар, режиссёр
- Местьян Тибор, телеоператор
- Дьёрдь Пинтер, звукорежиссёр

### 1970-е годы
1970
I степени:
- Карой Гинк, фотограф

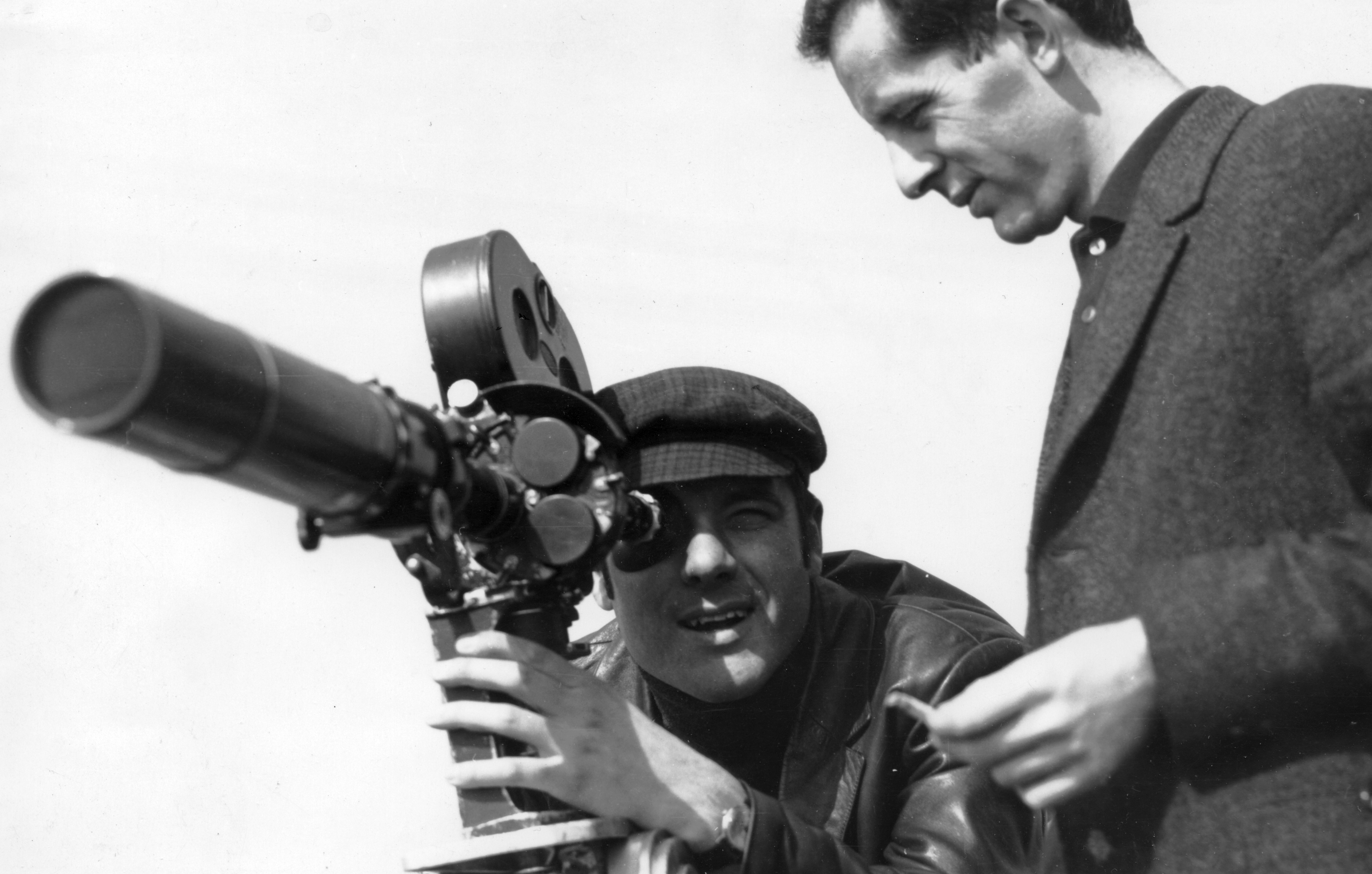
оператор Тамаш Андор

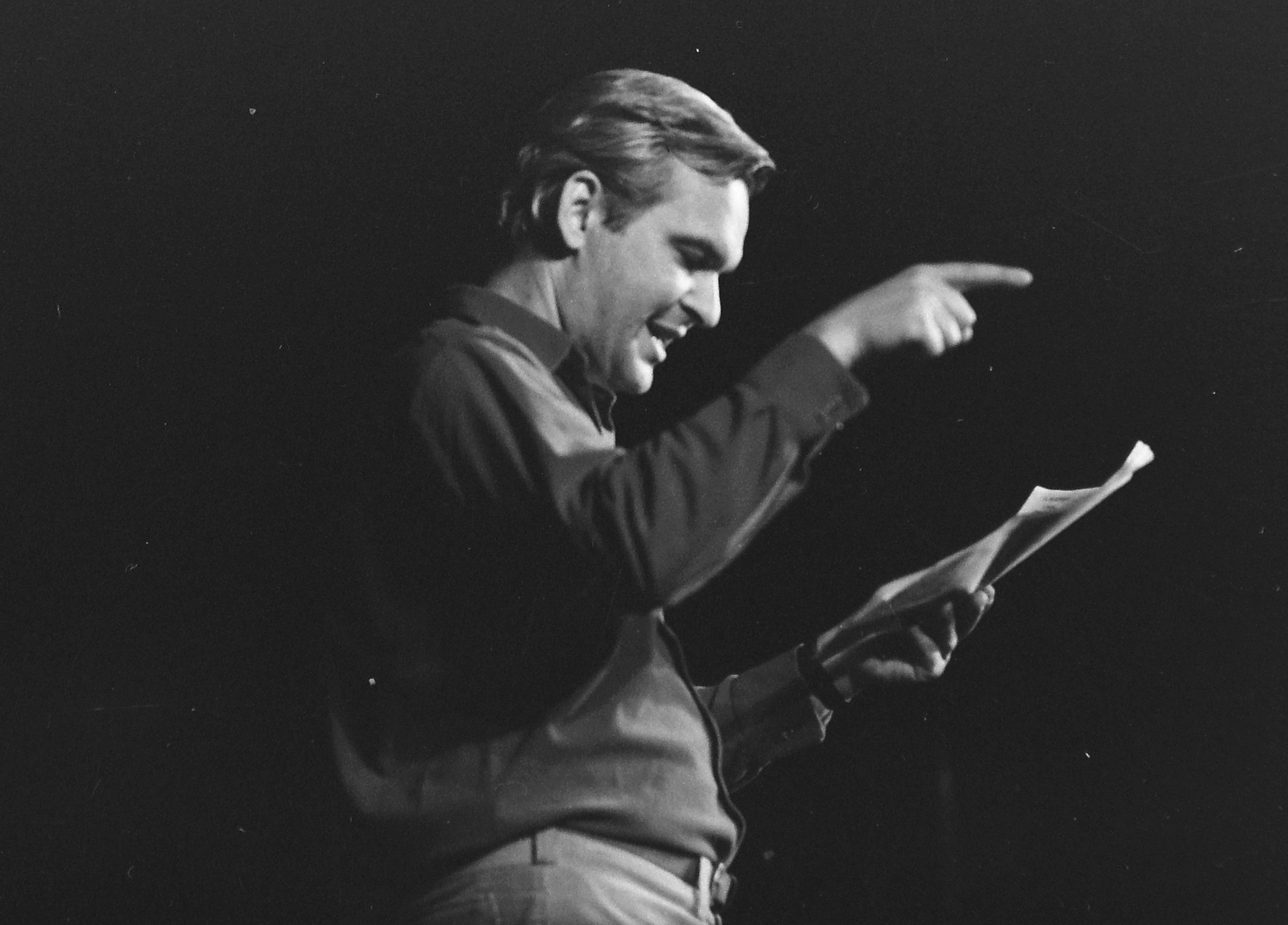
1974 год, актёр Золтан Латинович, лауреат премии 1970 года

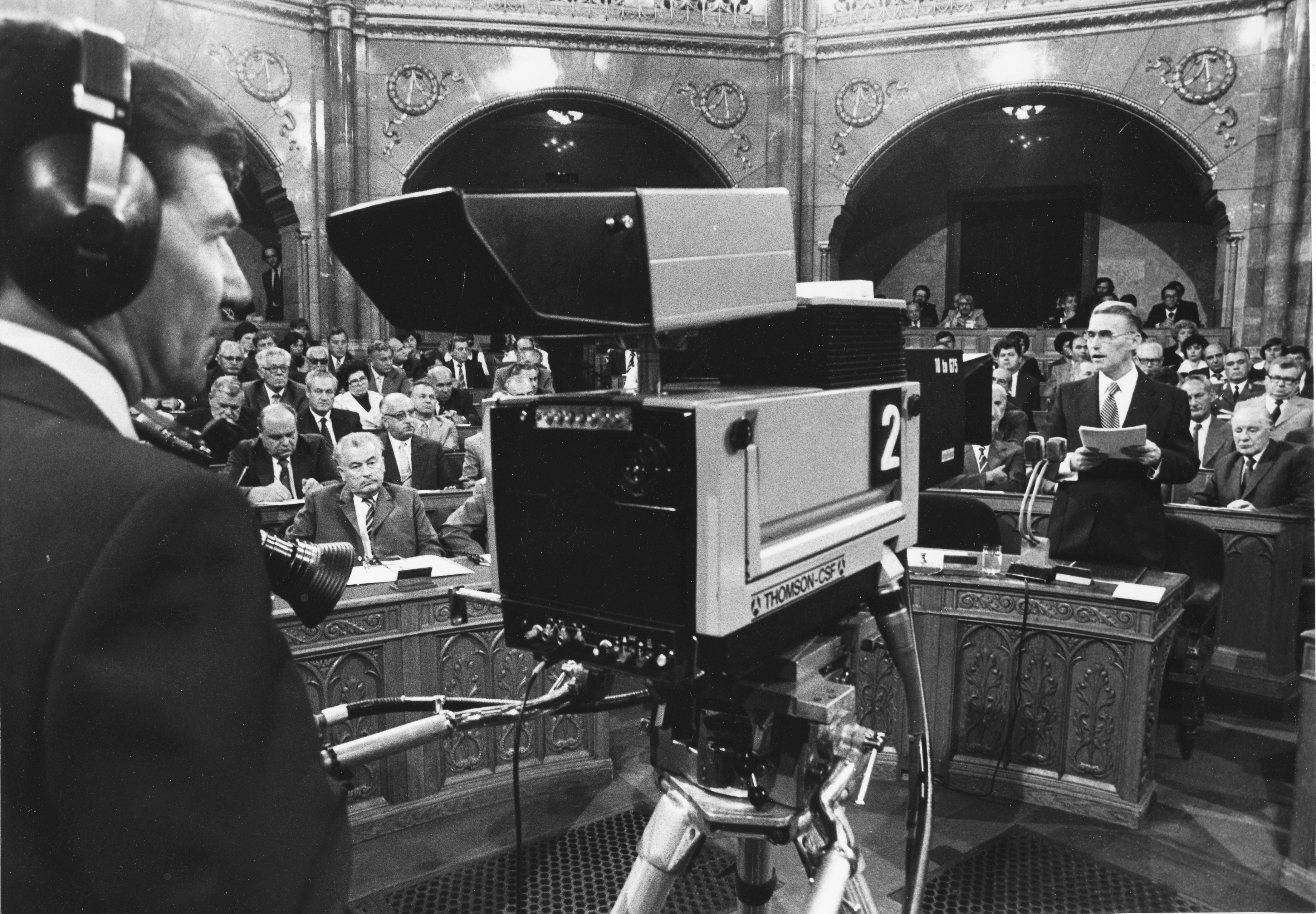
1980 год, будущий лауреат 1996 года телеоператор Верджил Сзиагий снимает выступление Дьёрдя Лазара

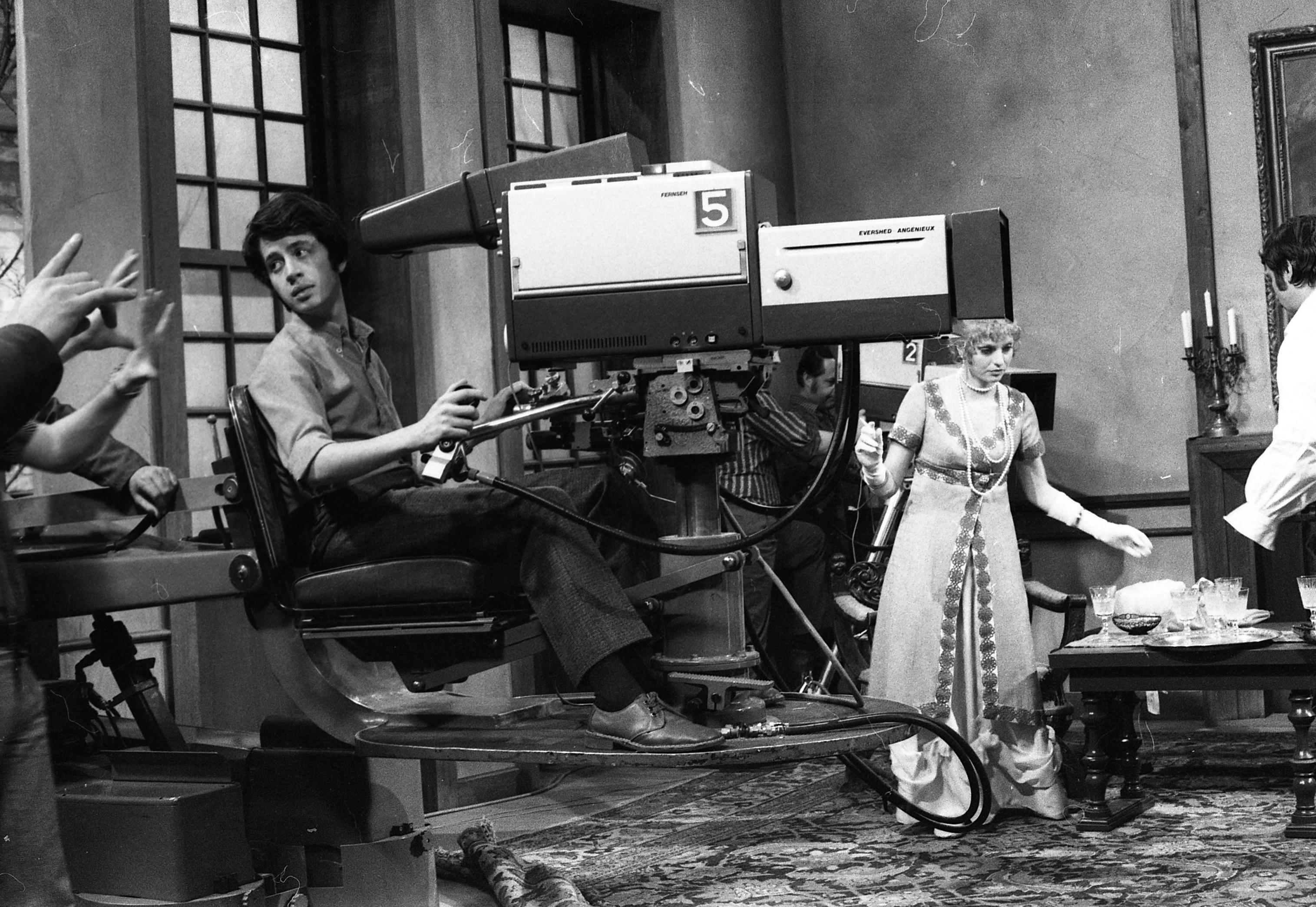
1973 год, оператор Иван Марк за работой в студии, лауреат 1982 года

- Адам Хорват, директор венгерского телевидения
- Золтан Латиновиц, актёр
- Миклош Рев, фотограф

II степени:
- Марта Чакань, режиссёр дубляжа
- Отто Фоки, художник-мультипликатор, режиссёр кукольных фильмов
- Дьёрдь Палашти, режиссёр
- Ференцне Сеченьи, монтажёр
- Ваш Юдит, режиссёр короткометражных фильмов

III степени:
- Эрвин Боршоди, режиссёр документальных фильмов
- Йозеф Фифилина, оператор документальных фильмов
- Владимир Хофман, оператор

1971
I степени:
- Иштван Немешкюрти, кинокритик
- Йожеф Немет, фотограф

II степени:
- Феликс Бодроши, оператор
- Имре Дьендьесси, режиссёр
- Енё Папп, фотограф
- Тамаш Сабо, режиссер мультфильмов
- Янош Тот, оператор
- Борбала Жигмонди, директор Венгерского телевидения

III степени:
- Йожеф Ромвари, художник-постановщик
- Пал Шиффер, режиссёр-документалист

1972
I степени:
- Ласло Дрегели, художник-постановщик венгерского радио и телевидения
- Йозеф Мадьяр, режиссёр и оператор телевидения
- Ласло Вамош, фотограф
- Янош Жомбояи, оператор

II степени:
- Пал Габор, режиссёр
- Пал Шандор, режиссёр
- Марта Реднер, фотограф

III степени:
- Тамаш Цигань, режиссёр
- Шандор Кигёш, директор венгерского радио и телевидения
- Ливия Матаи, художник-постановщик венгерского радио и телевидения

### 1980-е годы

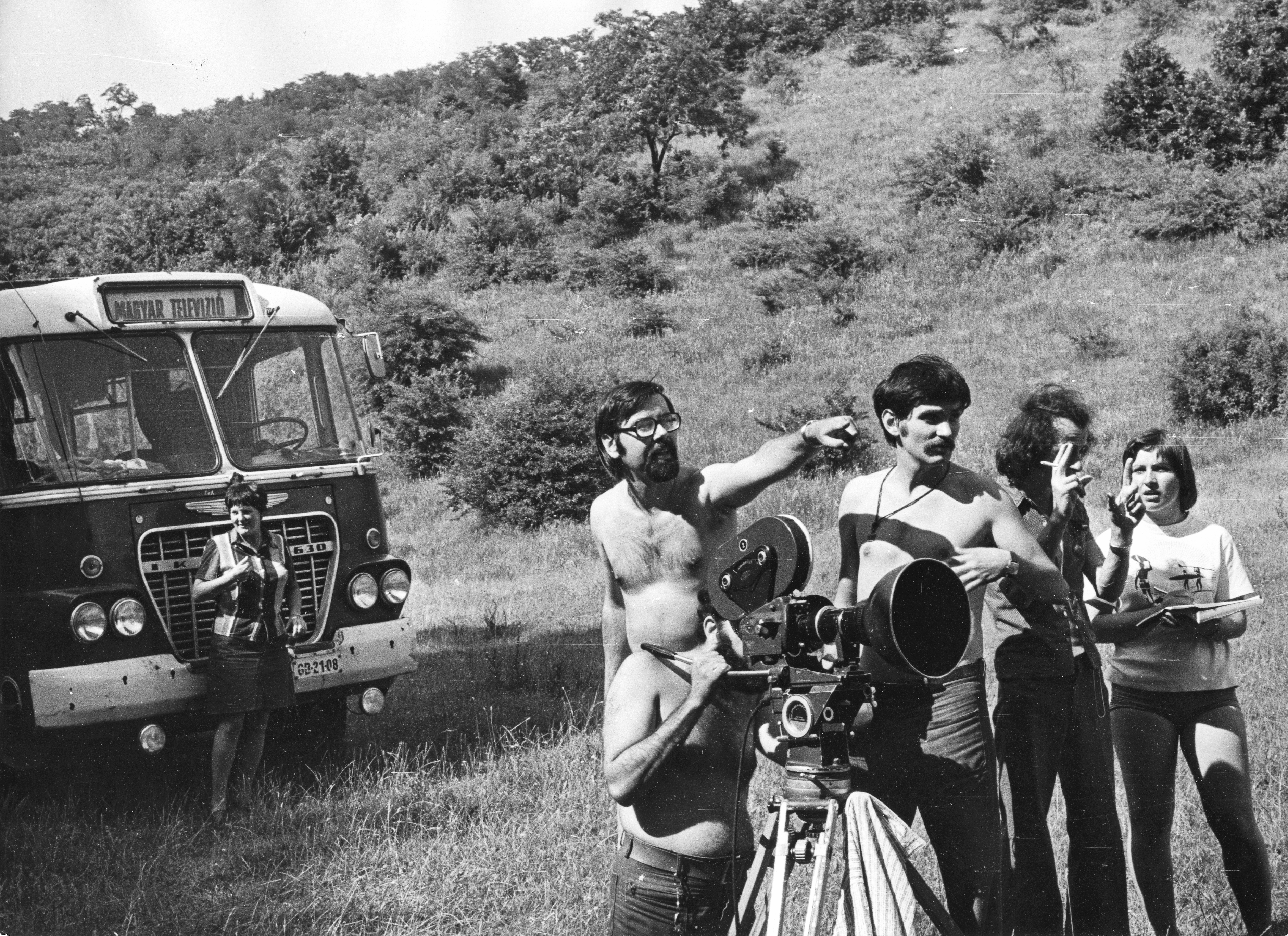
1975 год, на съёмках, режиссёр Габор Варконьи (слева, в очках)

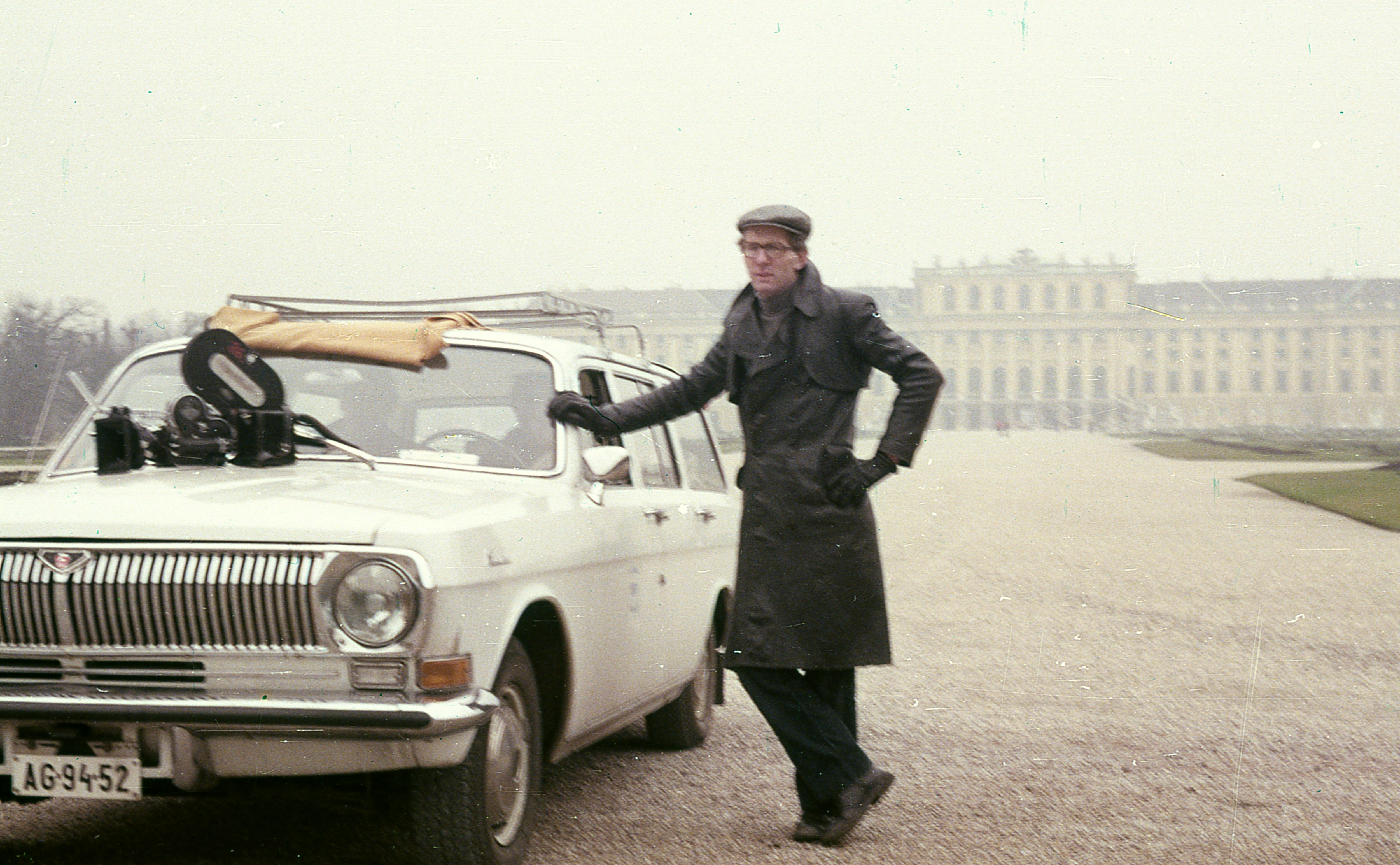
1978 год, лауреат 1972 года режиссёр Пал Шиффер

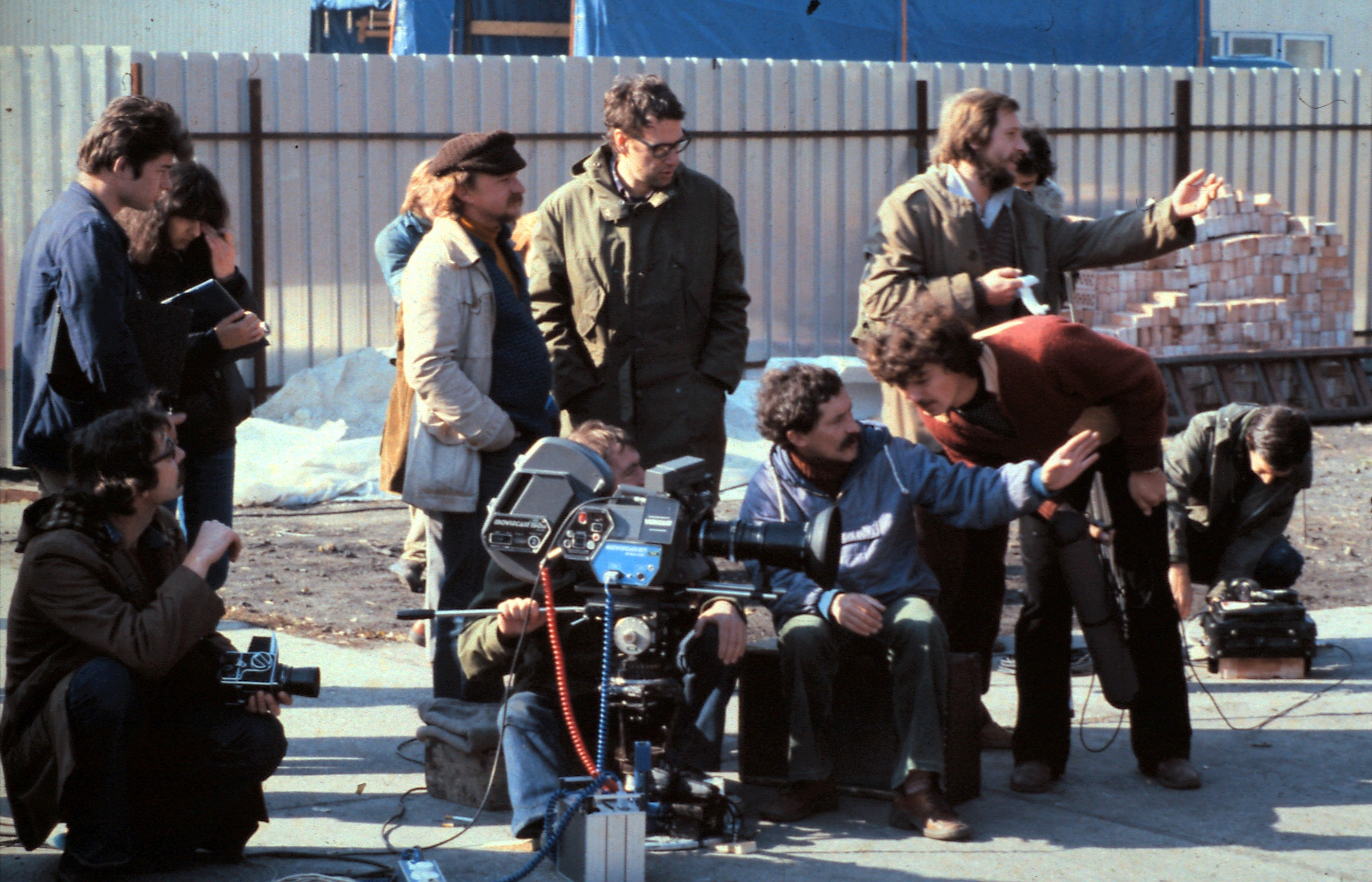
1981 год, режиссёр Журж Сомьяш на съёмках. Лауреат 1986 года

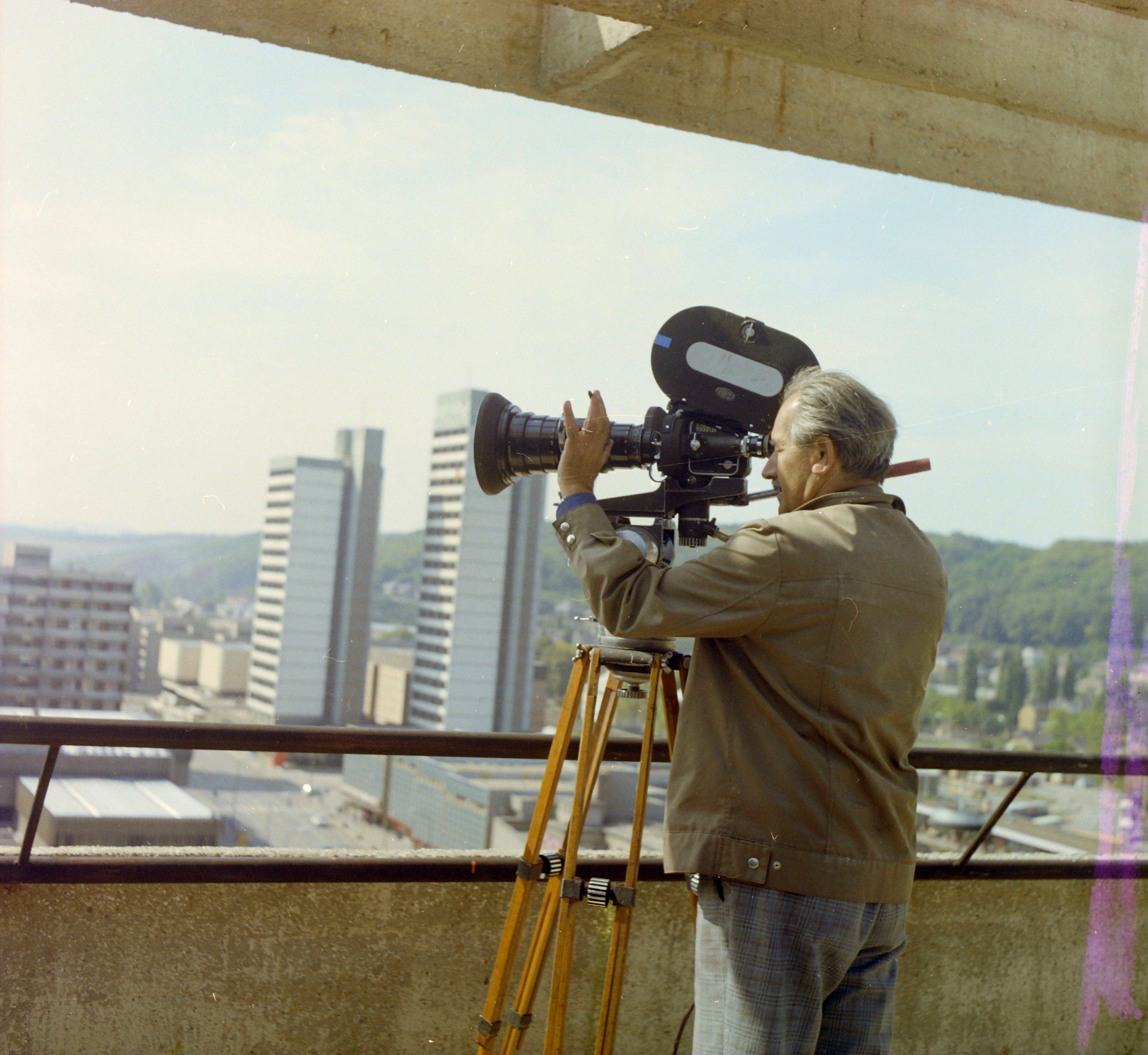
1982 год, оператор Имре Шуллер

### 1990-е годы

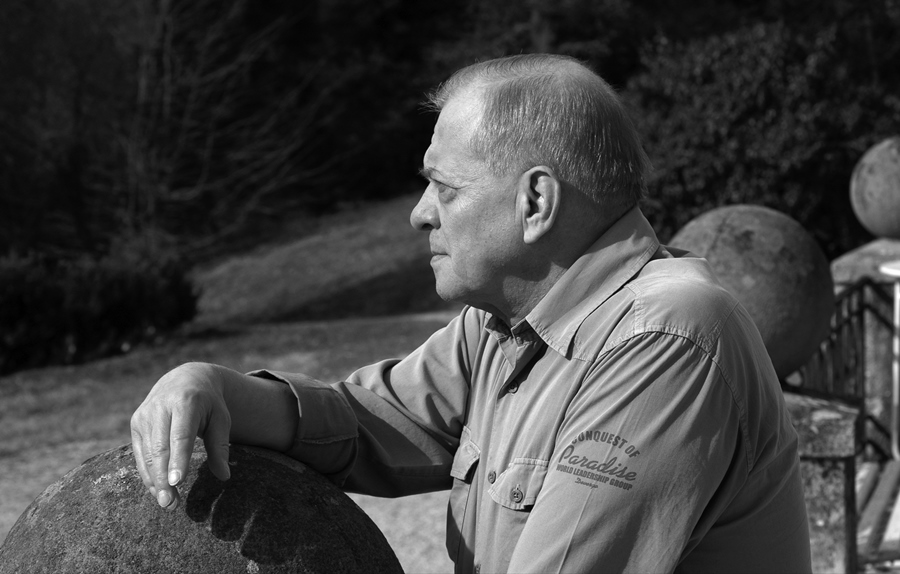
сценарист Петер Добаи

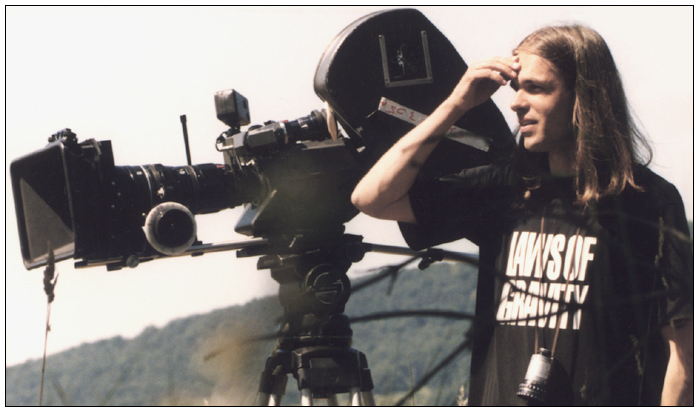
режиссёр Аттила Яниш

### 2000-е годы

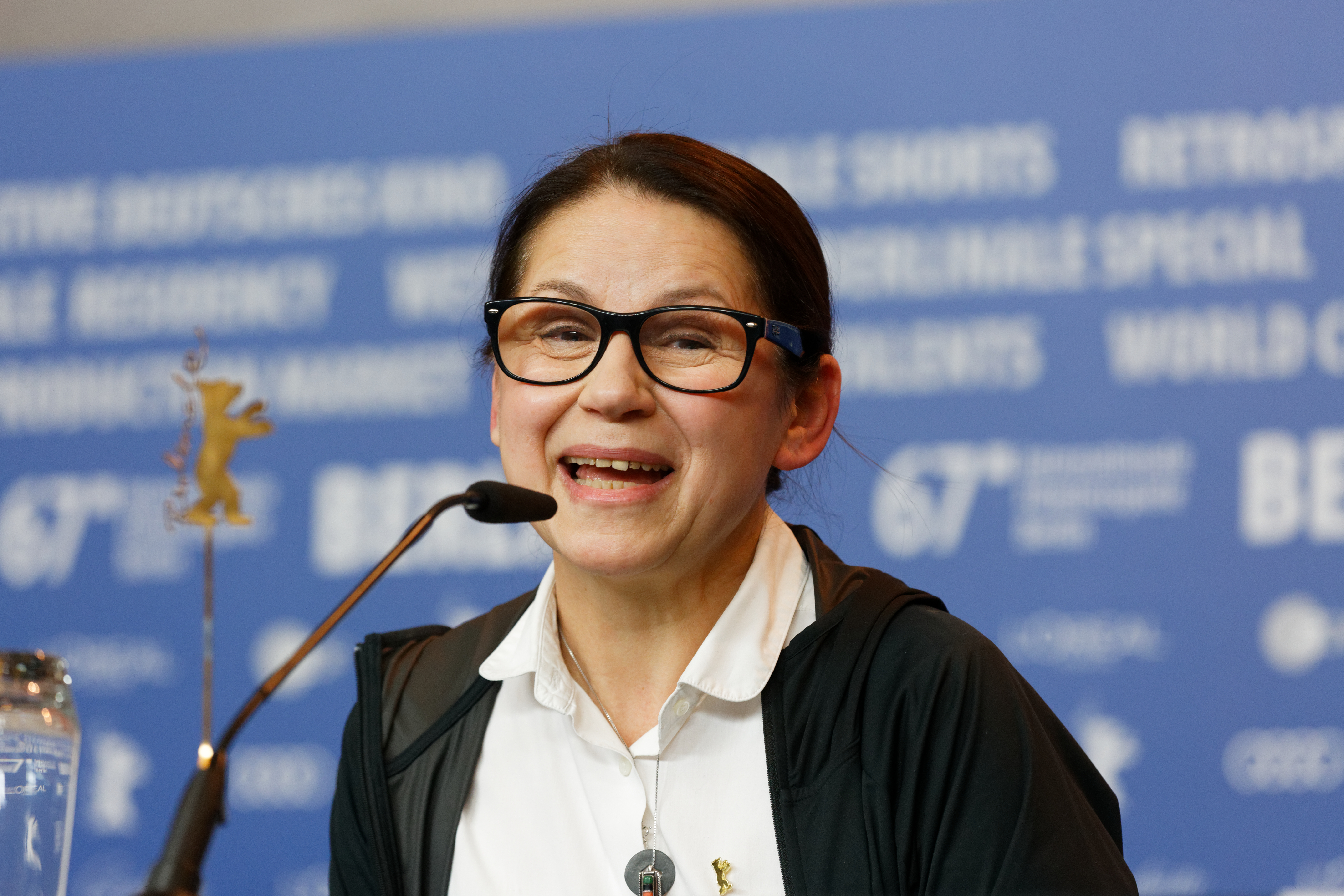
режиссёр Ильдико Эньеди

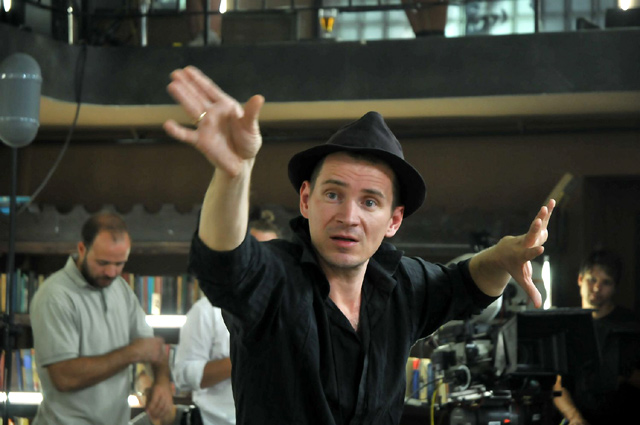
режиссёр Хайду Саболч

### 2010-е годы

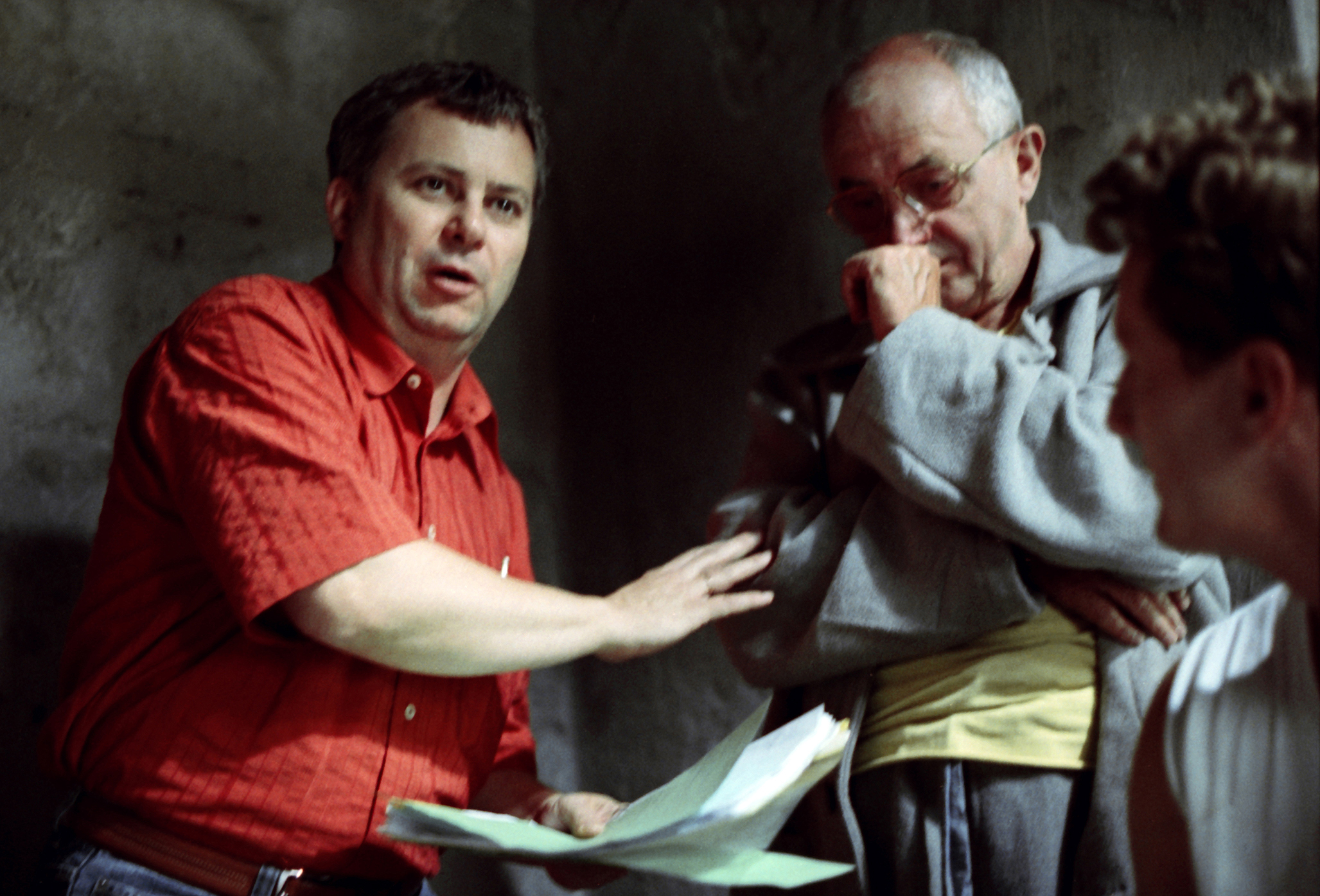
режиссёр Жолт Пожгаи (слева)

### 2020-е годы
2020
- Петер Бергенди, режиссёр
- Золтан Дежи, режиссёр
- Марианн Туба, монтажёр
- Ференц Варшаньи, режиссер

2021
- Енё Хаберманн, кинопродюсер
- Ласло Харгиттаи, монтажёр

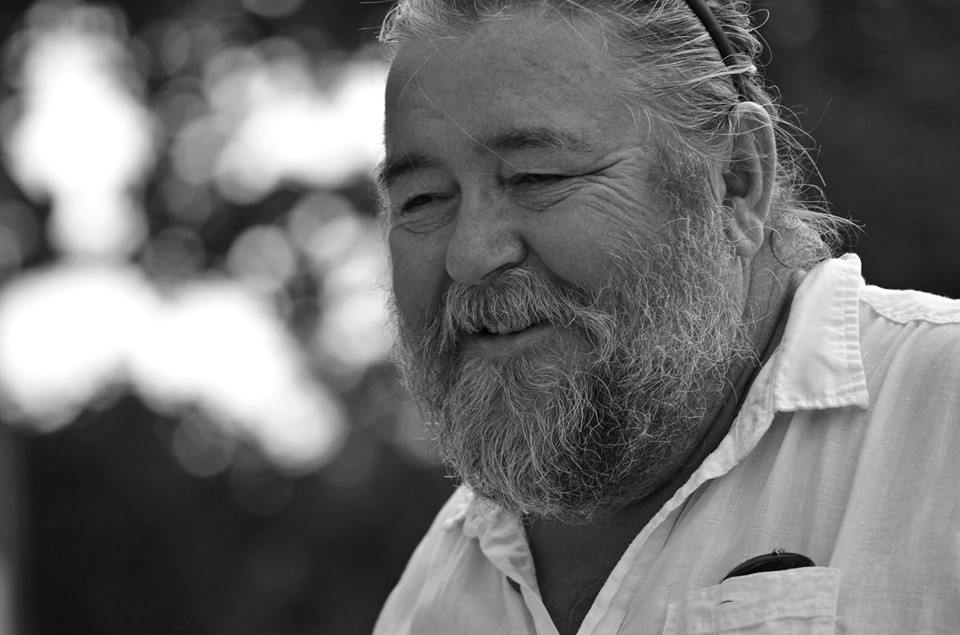
Балаж Шара, оператор

- Вера Векси, менеджер по производству
- Балаж Шара, оператор

2022
- Эржебет Форгач, гримёр, бывшая сотрудница MAFILM
- Вильмош Фюреди, продюсер Voxtrade Zrt.
- Дороттья Хельмеци, продюсер Megafilm Kft.
- Йожеф Шипош, продюсер PCN Film production

2023
- Михай Косарас, моушн-дизайнер Advertisz Advertising Ltd.
- Габриэлла Лёчеи, кинокритик, блогер, эстет
- Эндре Надь, продюсер B&Line Ltd., президент Венгерской ассоциации продюсеров
- Лайош Шашвари, телеоператор, бывший сотрудник Венгерского телевидения